# Shorttrack-Weltcup 1998/99
Der Shorttrack-Weltcup 1998/99 war eine von der Internationalen Eislaufunion (ISU) veranstaltete Wettkampfserie im Shorttrack. Er begann am 25. September 1998 im kanadischen Montreal und endete am 6. Dezember 1998 im chinesischen Peking. Der erstmals unter diesem Namen ausgetragene Weltcup umfasste sechs Veranstaltungen in sechs Ländern auf drei Kontinenten. Zu den erfolgreichsten Sportlern gehörten die Chinesin Yang Yang (A) und ihr Landsmann Li Jiajun, die am Saisonende die Gesamtwertung im Mehrkampf anführten.
Nicht zum Weltcup gehörten als Saisonhöhepunkte die Europameisterschaften 1999 in Oberstdorf, die Weltmeisterschaften 1999 in Sofia und die Teamweltmeisterschaften 1999 in St. Louis.

## Überblick
Der Shorttrack-Weltcup 1998/99 war der erste, der unter diesem Namen ausgetragen wurde. Die Internationale Eislaufunion (ISU) als zuständiger Weltverband beschloss die Einführung einer solchen Serie – wie es sie im Eisschnelllauf bereits seit 1985 gab – auf ihrem Kongress in Stockholm im Sommer 1998. Der Generaldirektor des kanadischen Eisschnelllauf-Verbandes Jean Dupre bezeichnete die formale Aufwertung der Sport als „sehr wichtigen Schritt“ hin zu möglichen Preisgeldern. Die Bezeichnung Weltcup wirke für Sponsoren attraktiv und sei besser vermarktbar.

### Ablauf und Wertung eines Weltcups
An jeder Weltcupstation fanden pro Geschlecht fünf Rennen statt: vier Einzelstrecken über 500 Meter, 1000 Meter, 1500 Meter und 3000 Meter sowie ein Staffelwettkampf (3000 Meter bei den Frauen, 5000 Meter bei den Männern). In jedem Einzelrennen wurden für die Finalteilnehmer Punkte entsprechend einer absteigenden Fibonacci-Folge vergeben, beginnend mit 34 Punkten für den ersten Rang, dann weiter mit den Werten 21, 13, 8, 5, 3, 2 und 1. Die Punktbesten der ersten drei Strecken qualifizierten sich für das 3000-Meter-Rennen. Aus den Ergebnissen aller vier Einzeldistanzen wurde das Resultat des Mehrkampfes (Overall) durch Addition der Punkte ermittelt. Zusätzlich gab es für jede Weltcupstation eine eigene Teamwertung, für die die Ergebnisse des 500-Meter-, 1000-Meter- und 1500-Meter-Rennens sowie der Staffel berücksichtigt wurden.
Für alle Einzelstrecken mit Ausnahme der 3000 Meter sowie für den Mehrkampf, die Staffel und die Teamwertung gab es ein eigenes Weltcupklassement, das die vier besten Saisonergebnisse berücksichtigte. Für die Weltcupklassements wurden die Punkte nach einem anderen Muster vergeben als für den Mehrkampf: Hier erhielt der Sieger eines Wettbewerbs 25 Punkte, der Zweitplatzierte 24 Punkte und die weiteren Platzierten jeweils einen Punkt weniger bis zum 25. Rang.

### Saisonverlauf
Die meisten Athleten reisten nur zu vier der sechs Weltcupstationen: Die koreanische Delegation ließ die ersten beiden Rennen in Nordamerika aus, die Sportler aus China und Japan verzichtete auf die Wettkämpfe in Europa und mehrere europäische Länder entsandten wiederum keine Teams nach Nobeyama und Peking.
Bei den Frauen prägten die chinesischen Shorttrackerinnen die vier Veranstaltungen, an denen sie teilnahmen, und entschieden dort nahezu alle Rennen für sich: Erfolgreichste Athletin war Yang Yang (A), die alle vier Mehrkämpfe und dazu zwölf Einzelstrecken gewann; auch Wang Chunlu siegte in drei Einzelweltcups und stand am Saisonende an der Spitze der 500-Meter-Wertung. In Abwesenheit der Chinesinnen gewann Ewgenija Radanowa aus Bulgarien die beiden Mehrkämpfe in Europa Anfang November 1998. Sie stellte in Székesfehérvár sowohl über 500 Meter als auch über 1500 Meter neue Weltrekorde auf. Radanowa belegte am Saisonende hinter Yang Yang (A) den zweiten Rang in der Weltcup-Gesamtwertung im Mehrkampf sowie über 1500 Meter.
Die Mehrkampfsiege – und auch den Großteil der Erfolge auf Einzelstrecken – bei den Männern teilten sich der Italiener Fabio Carta, der Südkoreaner Kim Dong-sung und der Chinese Li Jiajun. Während Li das Mehrkampf-Gesamtklassement gewann, stand Carta an der Spitze der 500-Meter-Wertung und Kim führte die 1000-Meter- und 1500-Meter-Ranglisten an. Zudem verbesserte der Koreaner in Székesfehérvár den Weltrekord über 3000 Meter um knapp sieben Sekunden. Ebenfalls in Székesfehérvár feierte der 16-jährige Apolo Anton Ohno seinen ersten Weltcupsieg.

## Frauen

### Weltcup-Übersicht
In den Staffelrennen sind jeweils – sofern nachweisbar – die Namen der im Wettkampf eingesetzten Läuferinnen vermerkt. Kursive Namen markieren die Sportlerinnen, die nur im Vorlauf oder im Halbfinale, nicht aber im Finale eingesetzt wurden.
| Datum                                                                       | Austragungsort   | Disziplin      | Erster Platz                                                                 | Zweiter Platz                                                                            | Dritter Platz                                                                          |
| --------------------------------------------------------------------------- | ---------------- | -------------- | ---------------------------------------------------------------------------- | ---------------------------------------------------------------------------------------- | -------------------------------------------------------------------------------------- |
| 25. bis 27. September 1998                                                  | Montreal         | 500 m          | Yang Yang (A)                                                                | Yang Yang (S)                                                                            | Annie Perreault                                                                        |
| 25. bis 27. September 1998                                                  | Montreal         | 1000 m         | Wang Chunlu                                                                  | Marinella Canclini                                                                       | Yang Yang (S)                                                                          |
| 25. bis 27. September 1998                                                  | Montreal         | 1500 m         | Ewgenija Radanowa                                                            | Yang Yang (A)                                                                            | Yang Yang (S)                                                                          |
| 25. bis 27. September 1998                                                  | Montreal         | 3000 m         | Yang Yang (A)                                                                | Ewgenija Radanowa                                                                        | Wang Chunlu                                                                            |
| 25. bis 27. September 1998                                                  | Montreal         | Mehrkampf      | Yang Yang (A)                                                                | Ewgenija Radanowa                                                                        | Yang Yang (S)                                                                          |
| 25. bis 27. September 1998                                                  | Montreal         | 3000 m Staffel | Volksrepublik ChinaWang Chunlu Yang Yang (A) Yang Yang (S) Sun Dandan Qin Na | ItalienBarbara Baldissera Marinella Canclini Mara Zini Evelina Rodigari Katia Zini       | Vereinigte StaatenAmy Peterson Erin Porter Caroline Hallisey Sarah Lang Erin Gleason   |
| 25. bis 27. September 1998                                                  | Montreal         | Team           | Volksrepublik China                                                          | Italien                                                                                  | Vereinigte Staaten                                                                     |
| 2. bis 4. Oktober 1998                                                      | Saratoga Springs | 500 m          | Wang Chunlu                                                                  | Yang Yang (S)                                                                            | Yang Yang (A)                                                                          |
| 2. bis 4. Oktober 1998                                                      | Saratoga Springs | 1000 m         | Yang Yang (A)                                                                | Wang Chunlu                                                                              | Yang Yang (S)                                                                          |
| 2. bis 4. Oktober 1998                                                      | Saratoga Springs | 1500 m         | Yang Yang (A)                                                                | Ewgenija Radanowa                                                                        | Marinella Canclini                                                                     |
| 2. bis 4. Oktober 1998                                                      | Saratoga Springs | 3000 m         | Yang Yang (A)                                                                | Ewgenija Radanowa                                                                        | Yang Yang (S)                                                                          |
| 2. bis 4. Oktober 1998                                                      | Saratoga Springs | Mehrkampf      | Yang Yang (A)                                                                | Ewgenija Radanowa                                                                        | Yang Yang (S)                                                                          |
| 2. bis 4. Oktober 1998                                                      | Saratoga Springs | 3000 m Staffel | Volksrepublik ChinaYang Yang (S) Yang Yang (A) Wang Chunlu Sun Dandan Qin Na | ItalienBarbara Baldissera Marinella Canclini Mara Zini Evelina Rodigari                  | Vereinigte StaatenAmy Peterson Erin Porter Caroline Hallisey Julie Goskowicz           |
| 2. bis 4. Oktober 1998                                                      | Saratoga Springs | Team           | Volksrepublik China                                                          | Vereinigte Staaten                                                                       | Bulgarien                                                                              |
| 30. Oktober bis 1. November 1998                                            | Zoetermeer       | 500 m          | Ewgenija Radanowa                                                            | Amy Peterson                                                                             | Joo Min-jin                                                                            |
| 30. Oktober bis 1. November 1998                                            | Zoetermeer       | 1000 m         | Marinella Canclini                                                           | Ewgenija Radanowa                                                                        | Choi Min-kyung                                                                         |
| 30. Oktober bis 1. November 1998                                            | Zoetermeer       | 1500 m         | Park Hye-won                                                                 | Ewgenija Radanowa                                                                        | Marinella Canclini                                                                     |
| 30. Oktober bis 1. November 1998                                            | Zoetermeer       | 3000 m         | Joo Min-jin                                                                  | Ewgenija Radanowa                                                                        | Danielle Molendijk                                                                     |
| 30. Oktober bis 1. November 1998                                            | Zoetermeer       | Mehrkampf      | Ewgenija Radanowa                                                            | Joo Min-jin                                                                              | Marinella Canclini                                                                     |
| 30. Oktober bis 1. November 1998                                            | Zoetermeer       | 3000 m Staffel | SüdkoreaChoi Min-kyung Joo Min-jin Park Hye-won An Sang-mi                   | Vereinigte StaatenErin Porter Amy Peterson Sarah Lang Sarah Williams                     | NiederlandeDanielle Molendijk Maureen de Lange Anouk Wiegers Melanie de Lange          |
| 30. Oktober bis 1. November 1998                                            | Zoetermeer       | Team           | Südkorea                                                                     | Vereinigte Staaten                                                                       | Kanada                                                                                 |
| 6. bis 8. November 1998                                                     | Székesfehérvár   | 500 m          | Ewgenija Radanowa                                                            | Choi Min-kyung                                                                           | Amy Peterson                                                                           |
| 6. bis 8. November 1998                                                     | Székesfehérvár   | 1000 m         | Ewgenija Radanowa                                                            | Choi Min-kyung                                                                           | Joo Min-jin                                                                            |
| 6. bis 8. November 1998                                                     | Székesfehérvár   | 1500 m         | Ewgenija Radanowa                                                            | Amy Peterson                                                                             | Danielle Molendijk                                                                     |
| 6. bis 8. November 1998                                                     | Székesfehérvár   | 3000 m         | Choi Min-kyung                                                               | Joo Min-jin                                                                              | Amy Peterson                                                                           |
| 6. bis 8. November 1998                                                     | Székesfehérvár   | Mehrkampf      | Ewgenija Radanowa                                                            | Choi Min-kyung                                                                           | Amy Peterson                                                                           |
| 6. bis 8. November 1998                                                     | Székesfehérvár   | 3000 m Staffel | SüdkoreaAn Sang-mi Choi Min-kyung Joo Min-jin Choi Eun-kyung Park Hye-won    | BulgarienKristina Wutewa Daniela Wlaewa Anna Krastewa Ewgenija Radanowa Marina Georgiewa | ItalienMarinella Canclini Barbara Baldissera Francesca Colturi Katia Colturi           |
| 6. bis 8. November 1998                                                     | Székesfehérvár   | Team           | Südkorea                                                                     | Italien                                                                                  | Vereinigte Staaten                                                                     |
| 28. bis 29. November 1998                                                   | Nobeyama         | 500 m          | Wang Chunlu                                                                  | Yang Yang (S)                                                                            | Choi Min-kyung                                                                         |
| 28. bis 29. November 1998                                                   | Nobeyama         | 1000 m         | Yang Yang (A)                                                                | Yang Yang (S)                                                                            | Choi Min-kyung                                                                         |
| 28. bis 29. November 1998                                                   | Nobeyama         | 1500 m         | Yang Yang (A)                                                                | Yang Yang (S)                                                                            | Wang Chunlu                                                                            |
| 28. bis 29. November 1998                                                   | Nobeyama         | 3000 m         | Yang Yang (A)                                                                | Choi Min-kyung                                                                           | An Sang-mi                                                                             |
| 28. bis 29. November 1998                                                   | Nobeyama         | Mehrkampf      | Yang Yang (A)                                                                | Yang Yang (S)                                                                            | Wang Chunlu                                                                            |
| 28. bis 29. November 1998                                                   | Nobeyama         | 3000 m Staffel | Volksrepublik ChinaYang Yang (A) Yang Yang (S) Wang Chunlu Sun Dandan        | KanadaChristine Boudrias Annie Perreault Catherine Dussault Josie Simson                 | Vereinigte StaatenAmy Peterson Erin Porter Kristen Brophy Alice Choi                   |
| 28. bis 29. November 1998                                                   | Nobeyama         | Team           | Volksrepublik China                                                          | Südkorea                                                                                 | Kanada                                                                                 |
| 4. bis 6. Dezember 1998                                                     | Peking           | 500 m          | Yang Yang (A)                                                                | Wang Chunlu                                                                              | Choi Min-kyung                                                                         |
| 4. bis 6. Dezember 1998                                                     | Peking           | 1000 m         | Yang Yang (A)                                                                | Yang Yang (S)                                                                            | Wang Chunlu                                                                            |
| 4. bis 6. Dezember 1998                                                     | Peking           | 1500 m         | Yang Yang (A)                                                                | Choi Min-kyung                                                                           | Yang Yang (S)                                                                          |
| 4. bis 6. Dezember 1998                                                     | Peking           | 3000 m         | Yang Yang (A)                                                                | Choi Min-kyung                                                                           | Yang Yang (S)                                                                          |
| 4. bis 6. Dezember 1998                                                     | Peking           | Mehrkampf      | Yang Yang (A)                                                                | Choi Min-kyung                                                                           | Yang Yang (S)                                                                          |
| 4. bis 6. Dezember 1998                                                     | Peking           | 3000 m Staffel | Volksrepublik China                                                          | Südkorea                                                                                 | KanadaChristine Boudrias Annie Perreault Josie Simson Catherine Dussault Carol Chénard |
| 4. bis 6. Dezember 1998                                                     | Peking           | Team           | Volksrepublik China                                                          | Südkorea                                                                                 | Vereinigte Staaten                                                                     |
| 22. bis 24. Januar 1999 Shorttrack-Europameisterschaften 1999 in Oberstdorf |                  |                |                                                                              |                                                                                          |                                                                                        |
| 6. bis 7. März 1999 Shorttrack-Teamweltmeisterschaften 1999 in St. Louis    |                  |                |                                                                              |                                                                                          |                                                                                        |
| 19. bis 21. März 1999 Shorttrack-Weltmeisterschaften 1999 in Sofia          |                  |                |                                                                              |                                                                                          |                                                                                        |

### Weltcupstände
| Rang | Name               | Punkte |
| ---- | ------------------ | ------ |
| 1    | Yang Yang (A)      | 100    |
| 2    | Ewgenija Radanowa  | 98     |
| 3    | Yang Yang (S)      | 93     |
| 4    | Choi Min-kyung     | 92     |
| 5    | Marinella Canclini | 87     |
| 6    | Amy Peterson       | 85     |
| 7    | Erin Porter        | 76     |
| 8    | Annie Perreault    | 74     |
| 9    | Ikue Teshigawara   | 74     |
| 10   | Wang Chunlu        | 67     |

| Rang | Name               | Punkte |
| ---- | ------------------ | ------ |
| 1    | Wang Chunlu        | 96     |
| 2    | Yang Yang (S)      | 94     |
| 3    | Choi Min-kyung     | 92     |
| 4    | Ewgenija Radanowa  | 89     |
| 5    | Yang Yang (A)      | 87     |
| 6    | Amy Peterson       | 86     |
| 7    | Christine Boudrias | 78     |
| 8    | Erin Porter        | 74     |
| 9    | Annie Perreault    | 71     |
| 10   | Marinella Canclini | 68     |

| Rang | Name               | Punkte |
| ---- | ------------------ | ------ |
| 1    | Yang Yang (S)      | 94     |
| 2    | Yang Yang (A)      | 93     |
| 3    | Ewgenija Radanowa  | 93     |
| 4    | Choi Min-kyung     | 91     |
| 5    | Marinella Canclini | 87     |
| 6    | Wang Chunlu        | 84     |
| 7    | Amy Peterson       | 83     |
| 8    | Danielle Molendijk | 77     |
| 9    | Sachi Ozawa        | 77     |
| 10   | Ikue Teshigawara   | 67     |

| Rang | Name               | Punkte |
| ---- | ------------------ | ------ |
| 1    | Yang Yang (A)      | 99     |
| 2    | Ewgenija Radanowa  | 98     |
| 3    | Choi Min-kyung     | 87     |
| 4    | Amy Peterson       | 85     |
| 5    | Erin Porter        | 83     |
| 6    | Marinella Canclini | 82     |
| 7    | Ikue Teshigawara   | 76     |
| 8    | Yang Yang (S)      | 70     |
| 9    | Danielle Molendijk | 64     |
| 10   | Tania Vicent       | 62     |

| Rang | Team                | Punkte |
| ---- | ------------------- | ------ |
| 1    | Volksrepublik China | 100    |
| 2    | Südkorea            | 96     |
| 3    | Italien             | 93     |
| 4    | Vereinigte Staaten  | 93     |
| 5    | Kanada              | 91     |
| 6    | Japan               | 84     |
| 7    | Niederlande         | 83     |
| 8    | Bulgarien           | 45     |
| 9    | Taiwan              | 20     |
| 10   | Ungarn              | 19     |

| Rang | Team                   | Punkte |
| ---- | ---------------------- | ------ |
| 1    | Volksrepublik China    | 100    |
| 2    | Südkorea               | 98     |
| 3    | Vereinigte Staaten     | 94     |
| 4    | Italien                | 92     |
| 5    | Kanada                 | 89     |
| 6    | Bulgarien              | 87     |
| 7    | Japan                  | 85     |
| 8    | Niederlande            | 80     |
| 9    | Deutschland            | 74     |
| 10   | Vereinigtes Königreich | 73     |

## Männer

### Weltcup-Übersicht
In den Staffelrennen sind jeweils – sofern nachweisbar – die Namen der im Wettkampf eingesetzten Läufer vermerkt. Kursive Namen markieren die Sportler, die nur im Vorlauf oder im Halbfinale, nicht aber im Finale eingesetzt wurden.
| Datum                                                                       | Austragungsort   | Disziplin      | Erster Platz                                                             | Zweiter Platz                                                                               | Dritter Platz                                                                                      |
| --------------------------------------------------------------------------- | ---------------- | -------------- | ------------------------------------------------------------------------ | ------------------------------------------------------------------------------------------- | -------------------------------------------------------------------------------------------------- |
| 25. bis 27. September 1998                                                  | Montreal         | 500 m          | Fabio Carta                                                              | Li Jiajun                                                                                   | Simon Van Vossel                                                                                   |
| 25. bis 27. September 1998                                                  | Montreal         | 1000 m         | Li Jiajun                                                                | Nicola Franceschina                                                                         | Feng Kai                                                                                           |
| 25. bis 27. September 1998                                                  | Montreal         | 1500 m         | Satoru Terao                                                             | Fabio Carta                                                                                 | Nicky Gooch                                                                                        |
| 25. bis 27. September 1998                                                  | Montreal         | 3000 m         | Li Jiajun                                                                | Satoru Terao                                                                                | Fabio Carta                                                                                        |
| 25. bis 27. September 1998                                                  | Montreal         | Mehrkampf      | Li Jiajun                                                                | Fabio Carta                                                                                 | Satoru Terao                                                                                       |
| 25. bis 27. September 1998                                                  | Montreal         | 3000 m Staffel | Volksrepublik ChinaLi Jiajun Feng Kai An Yulong Yuan Ye Li Bingzhe       | ItalienFabio Carta Nicola Franceschina Nicola Rodigari Michele Antonioli Alessandro Ortalli | JapanSatoru Terao Yugo Shinohara Hitoshi Uematsu Takafumi Nishitani Takehiro Kodera                |
| 25. bis 27. September 1998                                                  | Montreal         | Team           | Italien                                                                  | Japan                                                                                       | Volksrepublik China                                                                                |
| 2. bis 4. Oktober 1998                                                      | Saratoga Springs | 500 m          | Fabio Carta                                                              | Daniel Weinstein                                                                            | Li Jiajun                                                                                          |
| 2. bis 4. Oktober 1998                                                      | Saratoga Springs | 1000 m         | Fabio Carta                                                              | Satoru Terao                                                                                | Dave Versteeg                                                                                      |
| 2. bis 4. Oktober 1998                                                      | Saratoga Springs | 1500 m         | Li Jiajun                                                                | Michele Antonioli                                                                           | Nicola Franceschina                                                                                |
| 2. bis 4. Oktober 1998                                                      | Saratoga Springs | 3000 m         | Li Jiajun                                                                | Nicola Franceschina                                                                         | Fabio Carta                                                                                        |
| 2. bis 4. Oktober 1998                                                      | Saratoga Springs | Mehrkampf      | Fabio Carta                                                              | Li Jiajun                                                                                   | Nicola Franceschina                                                                                |
| 2. bis 4. Oktober 1998                                                      | Saratoga Springs | 3000 m Staffel | ItalienNicola Franceschina Fabio Carta Nicola Rodigari Michele Antonioli | KanadaÉric Bédard Marc Gagnon Jonathan Guilmette Mathieu Turcotte                           | JapanSatoru Terao Takefumi Nishitani Hitoshi Uematsu Takehiro Kodera                               |
| 2. bis 4. Oktober 1998                                                      | Saratoga Springs | Team           | Italien                                                                  | Japan                                                                                       | Volksrepublik China                                                                                |
| 30. Oktober bis 1. November 1998                                            | Zoetermeer       | 500 m          | Kim Dong-sung                                                            | Fabio Carta                                                                                 | Mathieu Turcotte                                                                                   |
| 30. Oktober bis 1. November 1998                                            | Zoetermeer       | 1000 m         | Nicola Franceschina                                                      | Fabio Carta                                                                                 | Kim Dong-sung                                                                                      |
| 30. Oktober bis 1. November 1998                                            | Zoetermeer       | 1500 m         | Kim Dong-sung                                                            | Nicola Franceschina                                                                         | Lee Seung-jae                                                                                      |
| 30. Oktober bis 1. November 1998                                            | Zoetermeer       | 3000 m         | An Jung-hyun                                                             | Fabio Carta                                                                                 | Kim Dong-sung                                                                                      |
| 30. Oktober bis 1. November 1998                                            | Zoetermeer       | Mehrkampf      | Kim Dong-sung                                                            | Fabio Carta                                                                                 | Nicola Franceschina                                                                                |
| 30. Oktober bis 1. November 1998                                            | Zoetermeer       | 3000 m Staffel | SüdkoreaKim Dong-sung Lee Seung-jae An Jung-hyun Min Ryoung              | ItalienFabio Carta Nicola Franceschina Michele Antonioli Nicola Rodigari                    | Vereinigte StaatenDaniel Weinstein Apolo Anton Ohno Rusty Smith Ron Biondo Ian Baranski            |
| 30. Oktober bis 1. November 1998                                            | Zoetermeer       | Team           | Italien                                                                  | Südkorea                                                                                    | Kanada                                                                                             |
| 6. bis 8. November 1998                                                     | Székesfehérvár   | 500 m          | Fabio Carta                                                              | Marc Gagnon                                                                                 | Lee Seung-jae                                                                                      |
| 6. bis 8. November 1998                                                     | Székesfehérvár   | 1000 m         | Apolo Anton Ohno                                                         | Kim Dong-sung                                                                               | Lee Seung-jae                                                                                      |
| 6. bis 8. November 1998                                                     | Székesfehérvár   | 1500 m         | Kim Dong-sung                                                            | Fabio Carta                                                                                 | Apolo Anton Ohno                                                                                   |
| 6. bis 8. November 1998                                                     | Székesfehérvár   | 3000 m         | Kim Dong-sung                                                            | Fabio Carta                                                                                 | Michele Antonioli                                                                                  |
| 6. bis 8. November 1998                                                     | Székesfehérvár   | Mehrkampf      | Kim Dong-sung                                                            | Fabio Carta                                                                                 | Apolo Anton Ohno                                                                                   |
| 6. bis 8. November 1998                                                     | Székesfehérvár   | 3000 m Staffel | ItalienFabio Carta Michele Antonioli Nicola Franceschina Nicola Rodigari | KanadaÉric Bédard Marc Gagnon Mathieu Turcotte Derrick Campbell Jonathan Cacar              | UngarnBalázs Knoch Zsolt Lajos Kornél Szántó Balázs Kövèr                                          |
| 6. bis 8. November 1998                                                     | Székesfehérvár   | Team           | Italien                                                                  | Südkorea                                                                                    | Vereinigte Staaten                                                                                 |
| 28. bis 29. November 1998                                                   | Nobeyama         | 500 m          | Li Jiajun                                                                | Takafumi Nishitani                                                                          | Satoru Terao                                                                                       |
| 28. bis 29. November 1998                                                   | Nobeyama         | 1000 m         | Kim Dong-sung                                                            | Satoru Terao                                                                                | Takafumi Nishitani                                                                                 |
| 28. bis 29. November 1998                                                   | Nobeyama         | 1500 m         | Kim Dong-sung                                                            | Simon Van Vossel                                                                            | Lee Jun-hwan                                                                                       |
| 28. bis 29. November 1998                                                   | Nobeyama         | 3000 m         | Kim Dong-sung                                                            | Li Jiajun                                                                                   | Feng Kai                                                                                           |
| 28. bis 29. November 1998                                                   | Nobeyama         | Mehrkampf      | Kim Dong-sung                                                            | Li Jiajun                                                                                   | Satoru Terao                                                                                       |
| 28. bis 29. November 1998                                                   | Nobeyama         | 3000 m Staffel | Volksrepublik ChinaLi Jiajun Feng Kai An Yulong Yuan Ye                  | JapanSatoru Terao Takafumi Nishitani Hitoshi Uematsu Takehiro Kodera                        | KanadaJeremie Gougoux Jonathan Gougoux François-Louis Tremblay Mathieu Turcotte Jonathan Guilmette |
| 28. bis 29. November 1998                                                   | Nobeyama         | Team           | Volksrepublik China                                                      | Japan                                                                                       | Südkorea                                                                                           |
| 4. bis 6. Dezember 1998                                                     | Peking           | 500 m          | Li Jiajun                                                                | An Yulong                                                                                   | Takafumi Nishitani Satoru Terao                                                                    |
| 4. bis 6. Dezember 1998                                                     | Peking           | 1000 m         | Li Jiajun                                                                | Satoru Terao                                                                                | Kim Dong-sung                                                                                      |
| 4. bis 6. Dezember 1998                                                     | Peking           | 1500 m         | Li Jiajun                                                                | Satoru Terao                                                                                | An Yulong                                                                                          |
| 4. bis 6. Dezember 1998                                                     | Peking           | 3000 m         | Lee Jun-hwan                                                             | Simon Van Vossel                                                                            | Takafumi Nishitani                                                                                 |
| 4. bis 6. Dezember 1998                                                     | Peking           | Mehrkampf      | Li Jiajun                                                                | Satoru Terao                                                                                | Lee Jun-hwan                                                                                       |
| 4. bis 6. Dezember 1998                                                     | Peking           | 3000 m Staffel | Japan                                                                    | Volksrepublik China                                                                         | Vereinigte Staaten                                                                                 |
| 4. bis 6. Dezember 1998                                                     | Peking           | Team           | Volksrepublik China                                                      | Japan                                                                                       | Südkorea                                                                                           |
| 22. bis 24. Januar 1999 Shorttrack-Europameisterschaften 1999 in Oberstdorf |                  |                |                                                                          |                                                                                             | |
| 6. bis 7. März 1999 Shorttrack-Teamweltmeisterschaften 1999 in St. Louis    |                  |                |                                                                          |                                                                                             | |
| 19. bis 21. März 1999 Shorttrack-Weltmeisterschaften 1999 in Sofia          |                  |                |                                                                          |                                                                                             | |

### Weltcupstände
| Rang | Name                | Punkte |
| ---- | ------------------- | ------ |
| 1    | Li Jiajun           | 98     |
| 2    | Fabio Carta         | 97     |
| 3    | Kim Dong-sung       | 93     |
| 4    | Satoru Terao        | 92     |
| 5    | Nicola Franceschina | 84     |
| 6    | Simon Van Vossel    | 80     |
| 7    | Feng Kai            | 77     |
| 8    | Apolo Anton Ohno    | 71     |
| 9    | Nicky Gooch         | 71     |
| 10   | Daniel Weinstein    | 68     |

| Rang | Name                | Punkte |
| ---- | ------------------- | ------ |
| 1    | Fabio Carta         | 99     |
| 2    | Li Jiajun           | 97     |
| 3    | Takafumi Nishitani  | 86     |
| 4    | Feng Kai            | 84     |
| 5    | Satoru Terao        | 78     |
| 6    | Kim Dong-sung       | 75     |
| 7    | Simon Van Vossel    | 74     |
| 8    | An Yulong           | 72     |
| 9    | Daniel Weinstein    | 72     |
| 10   | Nicola Franceschina | 68     |

| Rang | Name                | Punkte |
| ---- | ------------------- | ------ |
| 1    | Kim Dong-sung       | 95     |
| 2    | Fabio Carta         | 93     |
| 3    | Satoru Terao        | 89     |
| 4    | Li Jiajun           | 85     |
| 5    | Nicola Franceschina | 85     |
| 6    | Feng Kai            | 79     |
| 7    | Lee Seung-jae       | 75     |
| 8    | Mathieu Turcotte    | 74     |
| 9    | Apolo Anton Ohno    | 71     |
| 10   | Dave Versteeg       | 62     |

| Rang | Name                | Punkte |
| ---- | ------------------- | ------ |
| 1    | Kim Dong-sung       | 89     |
| 2    | Fabio Carta         | 89     |
| 3    | Satoru Terao        | 83     |
| 4    | Simon Van Vossel    | 81     |
| 5    | Michele Antonioli   | 80     |
| 6    | Apolo Anton Ohno    | 76     |
| 7    | Mathieu Turcotte    | 76     |
| 8    | Feng Kai            | 74     |
| 9    | Nicola Franceschina | 73     |
| 10   | Nicky Gooch         | 73     |

| Rang | Team                   | Punkte |
| ---- | ---------------------- | ------ |
| 1    | Italien                | 98     |
| 2    | Volksrepublik China    | 96     |
| 3    | Japan                  | 95     |
| 4    | Kanada                 | 93     |
| 5    | Vereinigte Staaten     | 90     |
| 6    | Ungarn                 | 84     |
| 7    | Vereinigtes Königreich | 83     |
| 8    | Südkorea               | 68     |
| 9    | Deutschland            | 57     |
| 10   | Niederlande            | 56     |

| Rang | Team                   | Punkte |
| ---- | ---------------------- | ------ |
| 1    | Italien                | 100    |
| 2    | Volksrepublik China    | 96     |
| 3    | Japan                  | 96     |
| 4    | Südkorea               | 94     |
| 5    | Kanada                 | 89     |
| 6    | Vereinigte Staaten     | 88     |
| 7    | Vereinigtes Königreich | 83     |
| 8    | Ungarn                 | 77     |
| 9    | Niederlande            | 74     |
| 10   | Belgien                | 72     |